# The Stepfather (2009)
The Stepfather (br/pt: O Padrasto) é um filme de suspense, produzido nos Estados Unidos em 2009, coescrito por J.S. Cardone e Donald E. Westlake e dirigido por Nelson McCormick. Trata-se de um remake do filme de terror homônimo de 1987, sendo este vagamente baseado nos crimes do assassino John List.

## Sinopse
Michael Harding (Penn Badgley) retorna da escola militar para sua casa para encontrar sua mãe, Susan (Sela Ward), feliz e apaixonada por um homem conhecido como David Harris (Dylan Walsh). Ele parece ser um bom marido e perfeito pai para todos, mas Michael suspeita que ele não é o homem que parece ser e decide investigá-lo, acabando por descobrir de que este homem se trata de Grady Edwards, um dos homens mais procurados pela polícia.
Junto com sua namorada Kelly (Amber Heard), seu pai Jay (Jon Tenney) e amigas de Susan (Paige Turco e Sherry Stringfield), eles começam lentamente a juntar as peças do mistério do homem que está prestes a se tornar seu padrasto, mas pode ser tarde demais para a verdade chegar.

## Elenco
- Dylan Walsh é Padrasto/David Harris
- Sela Ward é Susan Harding
- Penn Badgley é Michael Harding
- Amber Heard é Kelly Porter
- Sherry Stringfield é Leah
- Paige Turco é Jackie Kerns
- Jon Tenney é Jay Harding

## Produção
O filme foi distribuído pela Screen Gems. As filmagens foram concluídas em 15 de abril de 2008.

## Recepção Crítica
O filme recebeu críticas muito negativas. Rotten Tomatoes relata que 12% de 58 críticos deram ao filme uma média de 3,4 em 10. Consenso geral do site é que "Este remake morna do clássico cult de 1987 não tem a tensão e correntes satíricas do original." Em Metacritic, que atribui a média de 1-100 opiniões de críticos de cinema, deu uma pontuação de 33 com base em 11 comentários. Kevin Thomas do Los Angeles Times escreveu que o filme é "uma peça, uma bela produção, cuidadosamente trabalhada, que gera um montagem firmemente ancorado por performances assegurada, persuasão psicológica consistente e diálogo crível."
O filme estreou em 2.734 cinemas com uma média de 4.236 dólares. Em um orçamento de US$ 20 milhões, o filme arrecadou US$ 29,062,561 nos Estados Unidos e Canadá e US$ 2,023,025 em outros territórios, com um total mundial de US$ 31,198,531.

## Trilha sonora
Em 13 de outubro de 2009 foi lançado o álbum "The Stepfather: Original Motion Picture Soundtrack" da trilha sonora de The Stepfather. Contendo músicas de Hoobastank, Puscifer, Seether, Mutemath entre outros.

### Faixas
| Edição Padrão  |                           |                                             |                           |         |  |
| N.º            | Título                    | Compositor(es)                              | Intérpretes               | Duração |  |
| 1.             | "Typical"                 | Paul Meany                                  | MuteMath                  | 4:13    |  |
| 2.             | "The Air I Breathe"       | Ken Andrews; Charlotte Martin; Tommy Walter | Sleep Detectives          | 2:44    |  |
| 3.             | "Say the Same"            | Douglas Robb; Daniel Estrin; Chris Hesse    | Hoobastank                | 4:02    |  |
| 4.             | "Safeway"                 | Paul D'Amour                                | Feersum Enngin            | 3:16    |  |
| 5.             | "Melee"                   | Drew Smith                                  | Drew Smith                | 3:43    |  |
| 6.             | "What Is Real"            | Ken Andrews; Charlotte Martin               | Ken Andrews               | 4:22    |  |
| 7.             | "Never Less Than Perfect" | Ian Blurton                                 | Blurtonia                 | 2:43    |  |
| 8.             | "Eternal Summer"          | Corky Gainsford                             | Red Means Go              | 3:58    |  |
| 9.             | "Secret Things"           | Ken Andrews                                 | Ken Andrews               | 3:12    |  |
| 10.            | "Safer When"              | Ian Blurton; Dean Dallas Bentley            | C'mon                     | 2:02    |  |
| 11.            | "Platinum Camelot"        | Jeremy Patrick Stramaglio; Farron Kerzner   | Lightning Swords of Death | 2:44    |  |
| 12.            | "Given"                   | Shaun Welgemoed                             | Seether                   | 3:46    |  |
| 13.            | "Happy Together"          | Gary Bonner; Alan Gordon                    | Filter                    | 3:03    |  |
| Duração total: | Duração total:            | Duração total:                              | Duração total:            | 39:56   |  |